# Bibliothèque de l'École des arts décoratifs - PSL
La bibliothèque de l'École des Arts décoratifs - PSL (bibliothèque de l'École nationale supérieure des arts décoratifs - Paris) propose une collection multimédia régulièrement mise à jour, majoritairement en accès libre, comprenant quelque 20 000 livres, 160 journaux et revues sur papier, 750 mémoires d’élèves, et plus de 2 000 films en DVD. Spécialisée en art et en design,, la bibliothèque de l’EnsAD / École nationale supérieure des arts décoratifs suit au plus près l’actualité de la création et des innovations technologiques. Les documents couvrent particulièrement les domaines d’enseignement de l’école : design graphique, image imprimée, art/espace, design textile et matière, design vêtement, design d’objets, photo/vidéo,  cinéma d’animation, architecture intérieure, scénographie. 
Source de connaissance dans les domaines théoriques et pratiques enseignés à l'EnsAD, la bibliothèque traite aussi l'actualité et la culture générale. Outre l’art, le design, l’histoire de l’art, les collections font donc une large place aux sciences humaines et sociales, aux sciences exactes, à la technique et aux nouvelles technologies, à la philosophie, la sémiologie, la communication, aux médias.

## Services proposés
La salle de lecture est ouverte aux étudiants, aux enseignants et aux personnels de l'École des arts décoratifs - PSL et de  Université de recherche Paris Sciences et Lettres - PSL University of Research, dont l’établissement est membre . Elle est aussi accessible à tout public sur rendez-vous. Le prêt à domicile est réservé aux membres de l'EnsAD.
La bibliothèque donne gratuitement accès aux membres de l’EnsAD, via son site et son interface de l'Université Paris Sciences et Lettres, à des milliers de ressources en ligne grâce aux abonnements souscrits et mutualisés par cette dernière.
Elle met en ligne les photographies des travaux d’élèves, dans une photothèque numérique accessible sur place pour tout public et à distance pour les membres de l’EnsAD. Depuis 2004, plus de 50 000 photographies sur la vie de l'École (ateliers, cours...), les expositions, les manifestations (portes ouvertes, défilés...) et les travaux d'élèves ont ainsi été entrées. Les fonds patrimoniaux numérisés sont accessibles en ligne à tout public.
La bibliothèque de l'EnsAD conserve pendant dix ans et propose en consultation sur place les mémoires des élèves de quatrième année ayant obtenu la mention très bien et les félicitations du jury, avant de les déposer aux Archives nationales.
Membre du réseau des bibliothèques des Écoles d'art (BEAR), elle contribue à la base spécialisée en art et design (BSAD) qui signale les articles parus dans les revues spécialisées.

## Catalogue
Le catalogue est accessible sur le site de la bibliothèque, ainsi que dans les bases de catalogage partagé du SUDOC (Système universitaire de documentation) et de l'outil de recherche PSL-Explore.

## Patrimoine
La bibliothèque conserve également un fonds de livres, livres d'artistes et de revues rares, ainsi que des archives artistiques, comme celles de l'architecte décorateur René Gabriel.
Il est possible de consulter en ligne les archives patrimoniales de l'École nationale supérieure des Arts décoratifs :
Le fonds René Gabriel (archives numérisées avec le soutien financier de l'Université Paris Sciences et Lettres): architecte-décorateur, René Gabriel (1899-1950) a étudié puis enseigné à l’École nationale supérieure des Arts Décoratifs. Ses archives constituent une source importante sur le travail de ce créateur polyvalent. On y trouve plus de 5 000 images (dessins, plans, esquisses, gouaches, photographies,...) couvrant les multiples domaines de son activité : mobilier, architecture intérieure, papiers peints, décors et costumes de théâtre, graphisme, illustration de livres, publicité, etc. 
Les archives de l'École nationale supérieure des Arts décoratifs : il s'agit d'un ensemble de documents très variés reflétant l'histoire de l'École et de ses enseignements depuis son origine (1766) : exercices et rendus d'étudiants, supports pédagogiques, photographies de classes, d'événements, etc..